# Programe de utilitate
Software-ul utilitar este un software de sistem menit să ajute la analiza, configurarea, optimizarea sau mentenanța unui calculator. Software-ul utilitar este un tip al software-ului de sistem.
Software-ul utilitar se concentrează adesea pe modul în care funționează infrastructura computerelor (incluzând hardware-ul computerelor, sistemul de operare, software-ul și stocarea datelor)